# Pratt & Whitney PW1000G
Pratt & Whitney PW1000G je serie dvouproudových motorů s vysokým obtokovým poměrem a převodovkou (reduktorem, anglicky Geared turbofan). V současné době jsou vybírány jako exkluzivní pohon pro typy Airbus A220, Mitsubishi SpaceJet a Embraer E-Jet E2. Dále jsou jedna z možností pro pohon letounů Irkut MC-21 a Airbus A320neo. Projekt byl předtím známý jako Geared Turbofan (GTF) a původně jako Advanced Technology Fan Integrator (ATFI). Očekává se, že motor v letadlech nové generace poskytne snížení spotřeby paliva i snížení hluku na zemi. PW1000G poprvé vstoupil do komerčního využití v lednu 2016 u společnosti Lufthansa při prvním letu stroje Airbus A320neo.
Dodávky a provoz motorů provázely různé obtíže, kvůli kterým muselo být mnoho letadel odstaveno. V roce 2023 začala kontrola letadel A320neo (1200 motorů vyrobených v letech 2015–2021) kvůli podezření na únovové mikrotrhliny ve vysokotlakých turbínových discích motoru.

## Specifikace
| Průměr dmychadla            | 81 in (206 cm), 20 lopatek                                                                | 81 in (206 cm), 20 lopatek                                                               | 73 in (185 cm), 18 lopatek                                                               | 73 in (185 cm), 18 lopatek                                                               | 56 in (142 cm), 18 lopatek                            | 56 in (142 cm), 18 lopatek                            |                             |                             |                             |                             |
| Obtokový poměr              | 12,5:1                                                                                    | 12:1                                                                                     | 12:1                                                                                     | 12:1                                                                                     | 9:1                                                   | 9:1                                                   |                             |                             |                             |                             |
| Statický tah                | 24 000–35 000 lbf 110–160 kN                                                              | 28 000–31 000 lbf 120–140 kN                                                             | 19 000–23 000 lbf 85–102 kN                                                              | 17 000–23 000 lbf 76–102 kN                                                              | 15 000–17 000 lbf 67–76 kN                            | 15 000 lbf 67 kN                                      |                             |                             |                             |                             |
| Kompresor                   | Axiální, 1 dmychadlo s převodem, 3 nízkotlaké stupně (LPC), 8 vysokotlakých stupňů (HPC)  | Axiální, 1 dmychadlo s převodem, 3 nízkotlaké stupně (LPC), 8 vysokotlakých stupňů (HPC) | Axiální, 1 dmychadlo s převodem, 3 nízkotlaké stupně (LPC), 8 vysokotlakých stupňů (HPC) | Axiální, 1 dmychadlo s převodem, 3 nízkotlaké stupně (LPC), 8 vysokotlakých stupňů (HPC) | stejné mimo 2 stupňů LPC                              | stejné mimo 2 stupňů LPC                              |                             |                             |                             |                             |
| Spalovací komora            | Talon-X Lean-Burn Combustor                                                               | Talon-X Lean-Burn Combustor                                                              | Talon-X Lean-Burn Combustor                                                              | Talon-X Lean-Burn Combustor                                                              | Talon-X Lean-Burn Combustor                           | Talon-X Lean-Burn Combustor                           | Talon-X Lean-Burn Combustor | Talon-X Lean-Burn Combustor | Talon-X Lean-Burn Combustor | Talon-X Lean-Burn Combustor |
| Turbína                     | Axiální, 2 vysokotlaké stupně, 3 nízkotlaké stupně LP                                     | Axiální, 2 vysokotlaké stupně, 3 nízkotlaké stupně LP                                    | Axiální, 2 vysokotlaké stupně, 3 nízkotlaké stupně LP                                    | Axiální, 2 vysokotlaké stupně, 3 nízkotlaké stupně LP                                    | Axiální, 2 vysokotlaké stupně, 3 nízkotlaké stupně LP | Axiální, 2 vysokotlaké stupně, 3 nízkotlaké stupně LP |                             |                             |                             |                             |
| Použití                     | A320neo                                                                                   | Irkut MC-21                                                                              | Airbus A220                                                                              | E-Jets E2 190/195                                                                        | E-Jets E2 175                                         | MRJ70/90                                              |                             |                             |                             |                             |
| Vstup do služby             | leden 2016                                                                                | 2019                                                                                     | 15. 7. 2016                                                                              | 2018                                                                                     | 2021                                                  | 2020                                                  |                             |                             |                             |                             |
| Type Certificate Data sheet |                                                                                           |                                                                                          |                                                                                          |                                                                                          |                                                       |                                                       |                             |                             |                             |                             |
| Model                       | PW1100G                                                                                   | PW1400G                                                                                  | PW1500G                                                                                  | PW1900G                                                                                  |                                                       | PW1200G                                               |                             |                             |                             |                             |
| Délka                       | 3,401 m / 133,898 in                                                                      | 3,401 m / 133,898 in                                                                     | 3,184 m / 125,4 in                                                                       | 3,184 m / 125,4 in                                                                       | 2,88 m / 113,5 in                                     | 2,88 m / 113,5 in                                     |                             |                             |                             |                             |
| Průměr prstence dmychadla   | 2,22 m (87,6 in)                                                                          | 2,22 m (87,6 in)                                                                         | 2,06 m (79,0 in)                                                                         | 2,06 m (79,0 in)                                                                         | 1,6 m (62 in)                                         | 1,6 m (62 in)                                         |                             |                             |                             |                             |
| hmotnost                    | 2857,6 kg (6300 lb)                                                                       | 2857,6 kg (6300 lb)                                                                      | 2177 kg (4800 lb)                                                                        | 2177 kg (4800 lb)                                                                        | 1724 kg / (3800 lb)                                   | 1724 kg / (3800 lb)                                   |                             |                             |                             |                             |
| Tah při vzletu              | 30/33G: 147,28 kN / 33,110 lbf 27G: 120,43 kN / 27 075 lbf 24/22G: 107,82 kN / 24 240 lbf | PW1431G: 140.39 kN 31,572 lbf                                                            | 19G: 87,96 kN / 19 775 lbf 21G: 97,73 kN / 21,970 lbf 24/25G: 108,54 kN / 24 400 lbf     | 19G: 92,79 kN / 20 860 lbf 21G: 100,31 kN / 22 550 lbf 22/23G: 105,93 kN / 23 815 lbf    | PW1217G: 19,190 pounds-force 0,08536 kN               | PW1217G: 19,190 pounds-force 0,08536 kN               |                             |                             |                             |                             |
| Poměr tah/hmotnost          | 3.85 – 5.26                                                                               | 5.01                                                                                     | 4.12 – 5.08                                                                              | 4.35 – 4.96                                                                              | 5.05                                                  | 5.05                                                  |                             |                             |                             |                             |